# Mara Zampieri
Mara Zampieri (Pádua, 30 de janeiro de 1951 -) é uma soprano italiana.

## Biografia
Zampieri estudou no Conservatório de Pádua. Apresentou-se em teatros de ópera da Europa, como:Lisboa, Londres, Berlim, Munique, Paris, Zurique, Madrid, Barcelona e Viena, também em San Francisco, Nova York, Buenos Aires e Tóquio. 
Representou mais de cinquenta papéis de ópera, incluindo 21 em óperas de Verdi.
No Teatro alla Scala, em Il Trovatore, Don Carlo, Masnadieri, Un ballo in maschera (dirigida por Claudio Abbado) e em 1991 em La Fanciulla del West, com Placido Domingo, liderada por Lorin Maazel. Em Berlim foi Lady Macbeth em Macbeth (opera) com Renato Bruson e James Morris dirigida por Luca Ronconi e musicalmente por Giuseppe Sinopoli.
Favorece a língua italiana (materna), mas também famosa no papel-títular de Salome. de Richard Strauss.
Gravou vídeo como Lady Macbeth, e como Minnie em La fanciulla del West.

## Prémios
- „Ganhou o prêmio, 'Beniamino Gigli
- „Medaglia d'oro della Croce Rossa Italiana“
- „Madalha de Mérito Cultura de Portugal“
- 1988 Kammersängerin der Wiener Staatsoper
- „Membro Honorário da Wiener Staatsoper“

## Discografia
- Puccini: Manon Lescaut, com Giuseppe Sinopoli
- Puccini: La fanciulla del West, com Lorin Maazel
- Verdi: Un ballo in maschera, com Claudio Abbado
- Verdi: Macbeth, Lady Macbeth, com Giuseppe Sinopoli